# Ричардс, Дэвид, барон Ричардс из Херстмонсо
Сэр Дэвид Ричардс, барон Ричардс из Херстмонсо (англ. David Julian Richards, Baron Richards of Herstmonceux, р. 4 марта 1952) — британский генерал. Пэрство с 24.02.2014.
Окончив Истборнский колледж (1971) со званием второй лейтенант поступил в Королевский полк артиллерии. Затем окончил Университетский колледж Кардиффа (1974) со степенью по международным отношениям. Лейтенант (1974).
В 1999 году возглавлял британский миротворческий контингент в Восточном Тиморе. В 2000 году дважды возглавлял британский миротворческий контингент в Сьерра-Леоне. С 2002 года помощник начальника генштаба. С мая 2006 по февраль 2007 года командующий международными силами содействия безопасности в Афганистане, стал первым британским генералом со времён Второй мировой войны командующим американскими войсками.
В 2008—2009 годах командующий сухопутными силами Великобритании. С 12.06.2008 адъютант-генерал королевы. В 2009—2010 гг. начальник Генерального штаба Вооружённых сил Великобритании.
В 2010—2013 годах глава вооружённых сил Великобритании. При его назначении на этот пост «Голос России» отмечал, что он «является одним из самых видных и влиятельных военачальников в стране».
Бригадир (1995), полковник (1994), подполковник (30.06.1989), майор (1984), капитан (1977), лейтенант (1974).
Женат, две дочери.